# Maia Kealoha
Maia Kealoha, född 14 december 2016 i Hawaii, är en amerikansk skådespelare och dansare.
Maia Kealoha slog igenom med Disney-filmen Lilo & Stitch där hon spelade titelkaraktären Lilo Pelekai. Hon medverkade även i filmen The Wrecking Crew.

## Filmografi (i urval)
- 2025 – Lilo & Stitch
- 2025 – The Wrecking Crew